# Plethodon cheoah
Espèce
Statut de conservation UICN

 VU D2 : Vulnérable
Plethodon cheoah est une espèce d'urodèles de la famille des Plethodontidae.

## Répartition
Cette espèce est endémique de Caroline du Nord aux États-Unis. Elle se rencontre entre 975 et 1 524 m d'altitude dans les monts Cheoah dans les comtés de Graham et de Swain.

## Étymologie
Cette espèce est nommée en référence au lieu de sa découverte, les monts Cheoah.

## Publication originale
- Highton & Peabody, 2000 : Geographic protein variation and speciation in salamanders of the Plethodon jordani and Plethodon glutinosus complexes in the southern Appalachian Mountains with the description of four new species. The Biology of Plethodontid Salamanders. Kluwer Academic/Plenum Publishers, p. 31-93.